# Ло Баомин
Ло Баомин (род. в окт. 1952 года, г. Тяньцзинь), нынешний глава парткома КПК китайской провинции Хайнань (с 2011 года), её губернатор в 2007—2011 годах. Член ЦК КПК с 2007 года (кандидат с 1997 года).
Член КПК с августа 1971 года, член ЦК КПК 17-18 созывов (кандидат 15-16 созывов).

## Биография
По национальности хань.
Степень магистра истории получил в Нанькайском университете в январе 1995 года.
В 1969-73 годах служил в производственно-строительных силах во Внутренней Монголии. В 1973-78 годах рабочий тяньцзиньского завода № 3 радиодеталей.
В 1978—1981 гг. студент факультета китайского языка и литературы Тяньцзиньского учительского колледжа.
В 1981—1992 гг. на комсомольской работе в г. Тяньцзинь, с 1984 года заместитель, с 1985 года глава горкома комсомола.
С 1991 года работает в Нанькайском университете над магистерской работой по древнекитайской истории.
В 1992-95 гг. глава Даганского района г. Тяньцзинь и замглавы его райкома КПК.
В 1995-97 гг. глава Тяньцзиньского коммерческого комитета.
В 1997—2001 годах завотделом пропаганды Тяньцзиньского горкома КПК и член посткома горкома.
C июля 2001 года работает в провинции Хайнань — замглавы провинциального парткома. В 2002 году завотделом пропаганды Хайнаньского провинциального парткома.
С 2007 года по 30 августа 2011 года губернатор провинции Хайнань.
С 2001 года замглавы, с 2011 года глава парткома пров. Хайнань и с 2012 года пред. ПК СНП провинции.